# Nissan Bevel
Der Nissan Bevel wurde auf der Detroit Motor Show im Jahre 2007 als Konzeptauto des Automobilherstellers Nissan präsentiert. Dabei standen für die Designer in La Jolla nicht die Bedürfnisse der Mitreisenden im Vordergrund, sondern die des Fahrers und seiner Transportanforderungen. Ausgeklügelt ist die Anordnung der Türen des Bevel. Die Fahrerseite besitzt eine Flügeltür, die nach oben aufschwingt, die Beifahrerseite hat zwei gegenläufige Türen. Der Wagen war mit einem V6-Dieselmotor mit 2,5 Litern Hubraum ausgestattet.